# Bremer (Fußballspieler)
Bremer (* 18. März 1997 in Itapitanga, Bahia; voller Name Gleison Bremer Silva Nascimento) ist ein brasilianischer Fußballspieler. Der Innenverteidiger steht in Diensten von Juventus Turin.

## Persönliches
Den Namen Bremer wählte sein Vater zu Ehren des deutschen Fußballers Andreas Brehme.

## Karriere

### Anfänge
Der im Bundesstaat Bahia geborene Bremer wechselte 2014 im Alter von 17 Jahren zu Desportivo Brasil. 2016 wurde er für ein Jahr an den FC São Paulo ausgeliehen und zunächst dem Kader der U20-Mannschaft zugeteilt. Er machte sein Debüt im Profifußball am 12. Oktober 2016, als später Ersatz in einer 0:3-Heimniederlage gegen Rio Claro FC im Staatspokal von São Paulo. Im März 2017 wechselte Bremer für eine Gebühr von 380.000 Real zu Atlético Mineiro. Im Juni in den Kader aufgestiegen, gab er sein Série A-Debüt am 25. Juni und ersetzte den verletzten Rodrigão beim 1: 0-Auswärtssieg gegen Chapecoense. Am 11. Juli 2017 verlängerte Bremer seinen Vertrag bis Ende 2021. Bei Mineiro debütierte Bremer auch in der Copa Sudamericana und der Copa Libertadores.

### Italien
Am 10. Juli 2018 schloss sich Bremer dem italienischen Verein FC Turin an und unterschrieb einen Vertrag mit fünfjähriger Laufzeit. Er gab sein Debüt in der italienischen Serie A am 19. August 2018 bei einer 0:1-Heimniederlage gegen die AS Rom. Sein erstes Tor für den Verein erzielte er am 30. November 2019 gegen den CFC Genua.
Zur Saison 2022/23 wurde Bremer von Juventus Turin verpflichtet. Am 27. Dezember 2023 verlängerte Bremer seinen Vertrag mit der Alten Dame bis 2028, nachdem er sich in der ersten Saisonhälfte fest in der Abwehr von Juventus etabliert hatte.
Am 2. Oktober 2024 erlitt Bremer im Champions-League-Spiel bei RB Leipzig einen Kreuzbandriss und fällt monatelang aus.

### Nationalmannschaft
Am 9. September 2022 wurde Bremer durch Fußballnationaltrainer Tite für Vorbereitungsspiele auf die Fußball-Weltmeisterschaft 2022 im selben Monat gegen Ghana und Tunesien berufen. Im Spiel gegen Ghana am 23. September wurde Bremer nach der Halbzeitpause für Thiago Silva eingewechselt.

## Erfolge
- Italienischer Pokalsieger: 2023/24

## Auszeichnungen
- Bester Verteidiger der Serie A: 2021/22
- Team des Jahres der Serie A: 2022